# Cratere Sholmo (Callisto)
Sholmo è un cratere sulla superficie di Callisto.